# Blang Mane (Makmur)
Blang Mane is een bestuurslaag in het regentschap Bireuen van de provincie Atjeh, Indonesië. Blang Mane telt 335 inwoners (volkstelling 2010).